# Малый Сордук
Малый Сордук — река в России, протекает в Нагорском районе Кировской области. Устье реки находится в 18 км по правому берегу реки Сордук. Длина реки составляет 15 км. 
Река берёт начало на Северных Увалах в 28 км к западу от посёлка Нагорск. Река течёт на северо-запад по ненаселённому лесному массиву. Впадает в Сордук у нежилой деревни Сордук.

## Данные водного реестра
По данным государственного водного реестра России относится к Камскому бассейновому округу, водохозяйственный участок реки — Вятка от истока до города Киров, без реки Чепца, речной подбассейн реки — Вятка. Речной бассейн реки — Кама.
По данным геоинформационной системы водохозяйственного районирования территории РФ, подготовленной Федеральным агентством водных ресурсов:
- Код водного объекта в государственном водном реестре — 10010300212111100031181
- Код по гидрологической изученности (ГИ) — 111103118
- Код бассейна — 10.01.03.002
- Номер тома по ГИ — 11
- Выпуск по ГИ — 1